# Polymixis pumicosa
Polymixis pumicosa är en fjärilsart som beskrevs av Charles Andreas Geyer 1834. Polymixis pumicosa ingår i släktet Polymixis och familjen nattflyn. Inga underarter finns listade i Catalogue of Life.